# NGC 6902
NGC 6902 = IC 4948 ist eine Balken-Spiralgalaxie mit aktivem Galaxienkern vom Hubble-Typ SBa im Sternbild Schütze auf der Ekliptik. Sie ist schätzungsweise 125 Millionen Lichtjahre von der Milchstraße entfernt und hat einen Durchmesser von etwa 210.000 Lichtjahren.
Gemeinsam mit IC 4946 und PGC 64580 (NGC 6902B) bildet sie die kleine NGC 6902-Gruppe oder LGG 434.
Das Objekt wurde am 2. September 1836 vom britischen Astronomen John Herschel entdeckt (als NGC-Objekt aufgeführt).

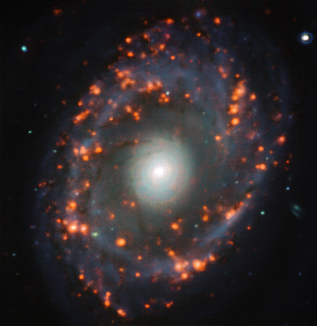
Aufnahme des Zentrums mittels VLT
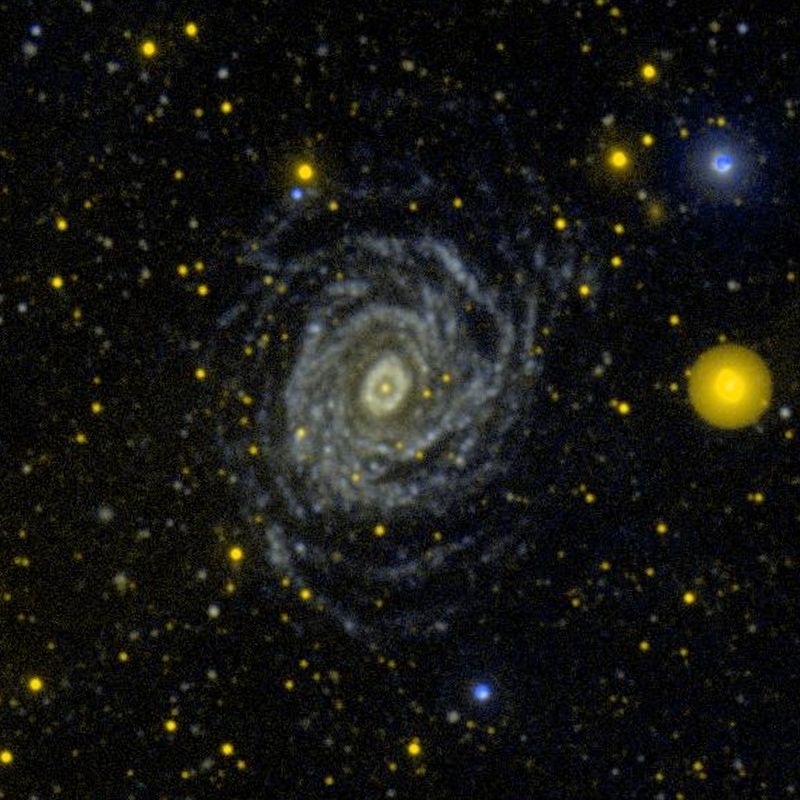
UV-Aufnahme mittels GALEX

## NGC 6902-Gruppe (LGG 434)
| Galaxie   | Alternativname | Entfernung/Mio. Lj |
| --------- | -------------- | ------------------ |
| NGC 6902  | PGC 64632      | 125                |
| IC 4946   | PGC 64614      | 129                |
| PGC 64580 | NGC 6902B      | 132                |